# Anemia recondita
Anemia recondita är en ormbunkeart som beskrevs av John T. Mickel. Anemia recondita ingår i släktet Anemia och familjen Anemiaceae. Inga underarter finns listade.